# Agrypon caliginosum
Agrypon caliginosum là một loài tò vò trong họ Ichneumonidae.